# Твенебоа-Ен'єнра-Нтомме

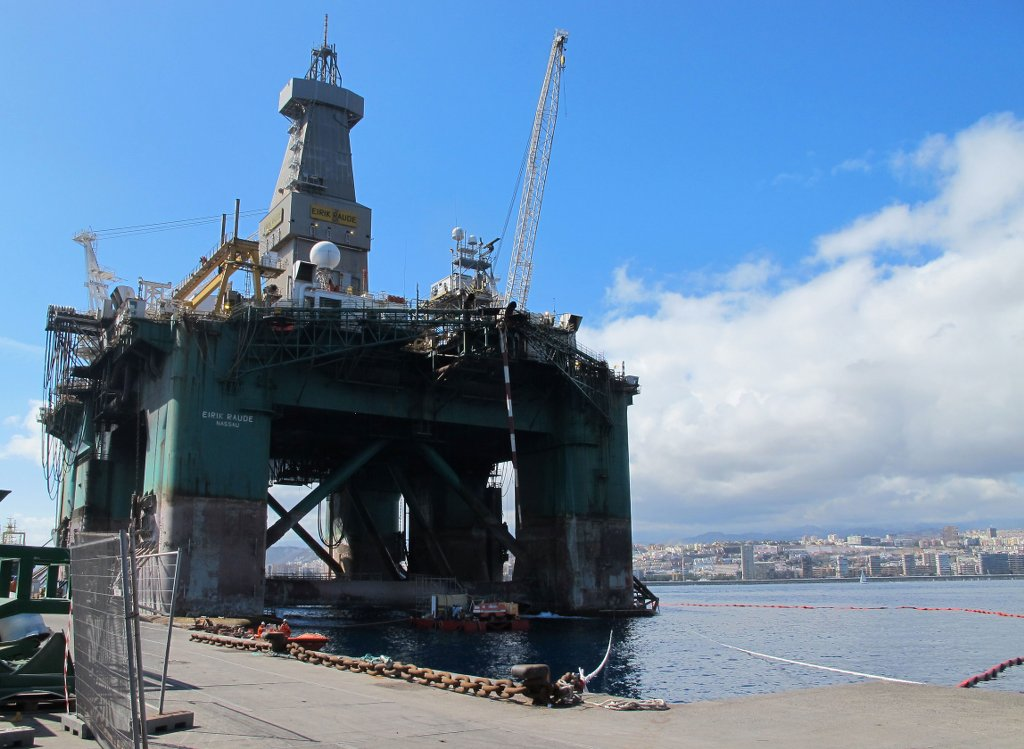
Бурове судно Eirik Raude, споруджена яким свердловина відкрила родовище Твенебоа

Твенебоа-Ен'єнра-Нтомме (Tweneboa-Enyenra-Ntomme, TEN) — офшорні нафтогазоконденсатні (Твенебоа, Нтомме) та нафтове (Ен'єнра) родовища у Гвінейській затоці, розробка яких відбувається за єдиним проектом. Розташовані за 45 км від узбережжя Гани, між родовищем Джубілі (20 км на схід) та кордоном з економічною зоною Кот-д'Івуар. Відносяться до басейну Тано.

## Історія відкриття
Першим у березні 2009 року відкрили родовище Твенебоа. Це сталось при спорудженні свердловини Tweneboa-1, яке виконувало напівзанурене бурове судно Eirik Raude. Свердловина довжиною 3938 метрів, закладена в районі з глибиною моря 1148 метрів, виявила нафтогазоконденсатний інтервал у відкладеннях верхньої крейди (сантонський ярус) та нафтовий поклад у більш глибоко залягаючій зоні (туронський ярус). Споруджена на початку наступного року судном Atwood Hunter свердловина Tweneboa-2 підтвердила перспективність відкриття, пов'язаного з пісковиками турбідітового походження.
А вже за місяць західніше від Твенебоа свердловина Owo-1, котру в районі з глибиною моря 1428 метрів споруджувало бурове судно Sedco-702, знайшла нове нафтове родовище, перейменоване згодом на Ен'єнра.
У січні 2011 року свердловина Tweneboa-3, закладена на південний схід від Tweneboa-1, відкрила газоконденсатний поклад у зоні, яка пізніше була виділена як родовище Нтомма. Цю споруду в районі з ще більшою глибиною моря 1601 метр бурило судно Deepwater Millennium. Воно ж згодом спорудило успішні оціночні свердловини Tweneboa-4, Enyenra-2A та Enyenra-3A.
Дорозвідку зони родовищ завершило судно Ocean Olympia, яке пробурило свердловини Ntomme-2A (глибина моря 1730 метрів) та Enyenra-4A (на ще більшій глибині — 1878 метрів).

## Розробка
Проект розробки передбачав використання на першому етапі 33 свердловин, з яких 15 нафтових, 15 водонагнітальних, 1 газова та 2 для зворотнього закачування газу в пласт. У майбутньому може знадобитись буріння додаткових свердловин.
Одним з ключових елементів облаштування родовища є плавуча установка з видобутку, зберігання та відвантаження нафти FPSO Prof. John Evans Atta Mills, розміщена в районі з глибиною моря біля 1500 метрів. На борту установка має обладнання, що дозволяє обробляти на добу 80 тисяч барелів нафти та 5,1 млн м3 газу, при цьому об'єм резервуарів судна розрахований на зберігання 1,7 млн барелів нафти. Установку створили в Сінгапурі на базі танкера та відправили до західного узбережжя Африки у січні 2016-го. 
Розташовані під водою фонтанні арматури п'ідєднуються до установки спеціальними лініями (райзерами), які встановлювало трубоукладальне судно Deep Energy. Робота підводного обладнання забезпечується за допомогою допоміжних комунікацій, прокладених іншим спеціалізованим судном Deep Pioneer (в галузі офшорного видобутку такі комунікації – umbilical – призначаються для передачі електроенергії, управлінських команд та гідравлічних зусиль). 
Першу нафту проект відвантажив у серпні 2016 року. Отриманий з родовища газ спершу буде використовуватись для зворотнього закачування в пласт та забезпечення власних енергетичних потреб плавучої установки. В майбутньому планується прокласти трубопровід для його видачі до родовища Джубілі.

## Запаси
Видобувні запаси нафти проекту TEN перед його введенням у розробку оцінювались у 216 млн барелів.
За даними Міністерства нафти Гани (червень 2016), запаси газу на родовищах TEN складають 10,3 млрд м3.

## Учасники проекту
Проект відноситься до ліцензійного блоку Deepwater Tano, який розробляє консорціум у складі британської Tullow (47,17 %, оператор), а також компаній Anadarko та Kosmos (по 17 %), Sabre Oil&Gas (3,82 %) та Ghana National Petroleum Corporation (15 %).